# Kościół Matki Boskiej Królowej Korony Polskiej w Jastrzębsku Starym
Kościół Matki Boskiej Królowej Korony Polskiej w Jastrzębsku Starym – zabytkowy kościół parafialny w Jastrzębsku Starym, w powiecie nowotomyskim, w województwie wielkopolskim. Do rejestru zabytków został wpisany 26 lutego 1996 pod numerem 2574/A.

## Historia

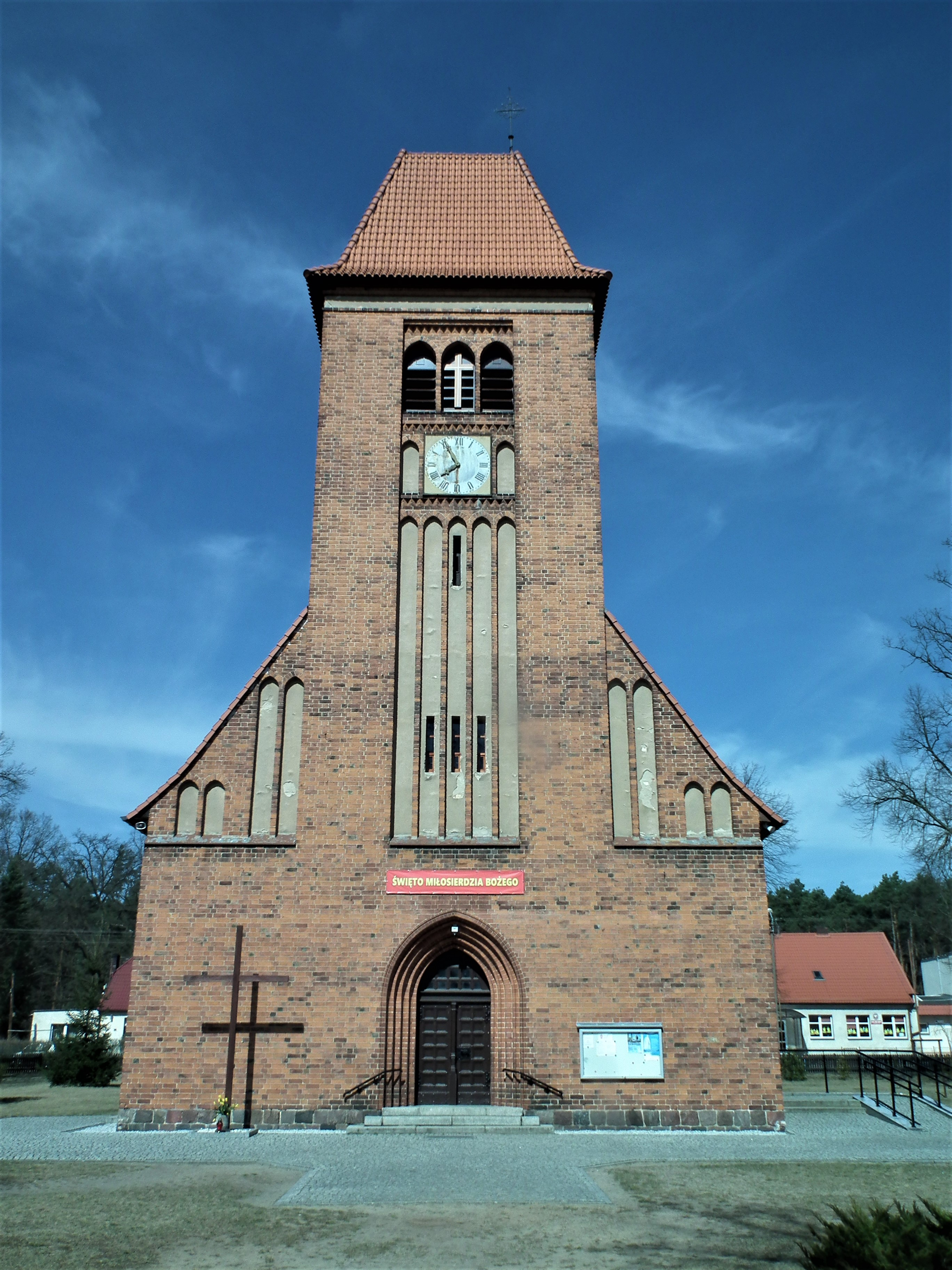
Fasada czołowa

Wieś założona została przez osadników olęderskich i na mocy przywileju z 1712 włókę ziemi przeznaczono na odprawianie nabożeństw (protestanckich). Z czasem zbudowano tu dom, w którym nauczano dzieci i odprawiano nabożeństwa. Pierwsi rektorzy to Struwe i Born. Byli oni najprawdopodobniej lokalnymi, wyuczonymi rzemieślnikami z sąsiednich miejscowości i nie mogli prowadzić żadnych kazań z ambony, a jedynie je odczytywać. W 1796 kandydat teologii Daniel Gottfried Eck, rektor w Międzychodzie, otrzymał prawo głoszenia kazań w Jastrzębsku, gdzie jednak nadal nie było świątyni i trzeba było jeździć do odległej Chlastawy, piaszczystą i zaniedbana drogą. 13 kwietnia 1779 mieszkańcy wsi i osad okolicznych wystosowali petycję do kasztelana Edwarda Garczyńskiego z prośbą o pastora i kościół dla wsi. Ostatecznie parafię ulokowano w Zbąszyniu, a w Jastrzębsku tylko filię (1787). Budynek kościelny wzniesiono około 1785, natomiast ołtarz i ambona zostały zbudowane dopiero w 1797. W 1855 wzniesiono dzwonnicę i zakupiono dzwon z datków parafian. W 1864 kościół rozbudowano o przybudówkę z wieżyczką. W roku 1893 gmina zbudowała nową dzwonnicę. W 1896 brakujące dwa dzwony podarował emerytowany rolnik Wilhelm Siegemund.
Najważniejsze negocjacje celem założenia samodzielnej parafii we wsi odbyły się 29 września 1853. Rozporządzenie gabinetowe rządu królewskiego wskazało, że parafia Stare Jastrzębsko była utworzona z gmin Stare i Nowe Jastrzębsko, Grubsko, Chojniki, Toczeń, Polsko-Czeskie (okolice Stefanowa) i Szklana Huta. Dokument ten datowany jest na 12 kwietnia 1854. Dokument potwierdzający królewskiego ministerstwa opiewa na dzień 15 maja tego samego roku. Pierwszym proboszczem był pastor Emil Grützmacher, który sprawował funkcję rektora w Wieleniu. 
Obecną świątynię (jako protestancką) wzniesiono w latach 1908-1914. Od 1979 mieści się tu parafia katolicka. Kościół otoczony jest starymi lipami i dębami.

## Otoczenie
Przy kościele  stoją:
- drewniany krzyż z płytą upamiętniającą Rok Jubileuszowy 2000,
- płyta upamiętniająca misje święte z 2011[3].